# Carduus kerneri
Carduus kerneri là một loài thực vật có hoa trong họ Cúc. Loài này được Simonk. mô tả khoa học đầu tiên năm 1886.